# شهرستان چیکاسو (میسیسیپی)
|  |  |  |
|  |  |  |

شهرستان چیکاسو در شمال‌شرقی ایالت میسیسیپی، واقع در ایالات متحده آمریکا می‌باشد. جمعیت این شهرستان ۱۷٬۳۹۲ نفر (سال ۲۰۱۰) و وسعت آن ۱٬۳۰۶ کیلومتر مربع است. مراکز این شهرستان شهرهای اکولونا و هیوستن می‌باشند.